# Кустовая (станция)
Кустовая — железнодорожная станция Горьковского отделения Горьковской железной дороги. Расположена в Автозаводском районе Нижнего Новгорода вблизи ОАО «ГАЗ». Название связано с подъездными путями к различным предприятиям, которые образуют железнодорожный куст.
На станции одна островная платформа. 8 приёмо-отправочных путей. 2 пути примыкают к платформе, остальные 6 предназначены для приёма и отправления грузовых поездов.
Грузовые поезда отправляются как в сторону станций Нижний Новгород-Сортировочный и Петряевка, так и на грузовую станцию Нижний Новгород-Автозавод ОАО «ГАЗ». Последнее направление не электрифицировано.
Станция обслуживает пригородное пассажирское движение на участке Кустовая — Суроватиха (кроме зимнего периода) и движение на участке Кустовая — Доскино — Дзержинск по рабочим дням.
Через тоннель можно выйти к остановкам автобусов, троллейбусов, трамваев, метро и Комсомольской проходной ОАО «ГАЗ».

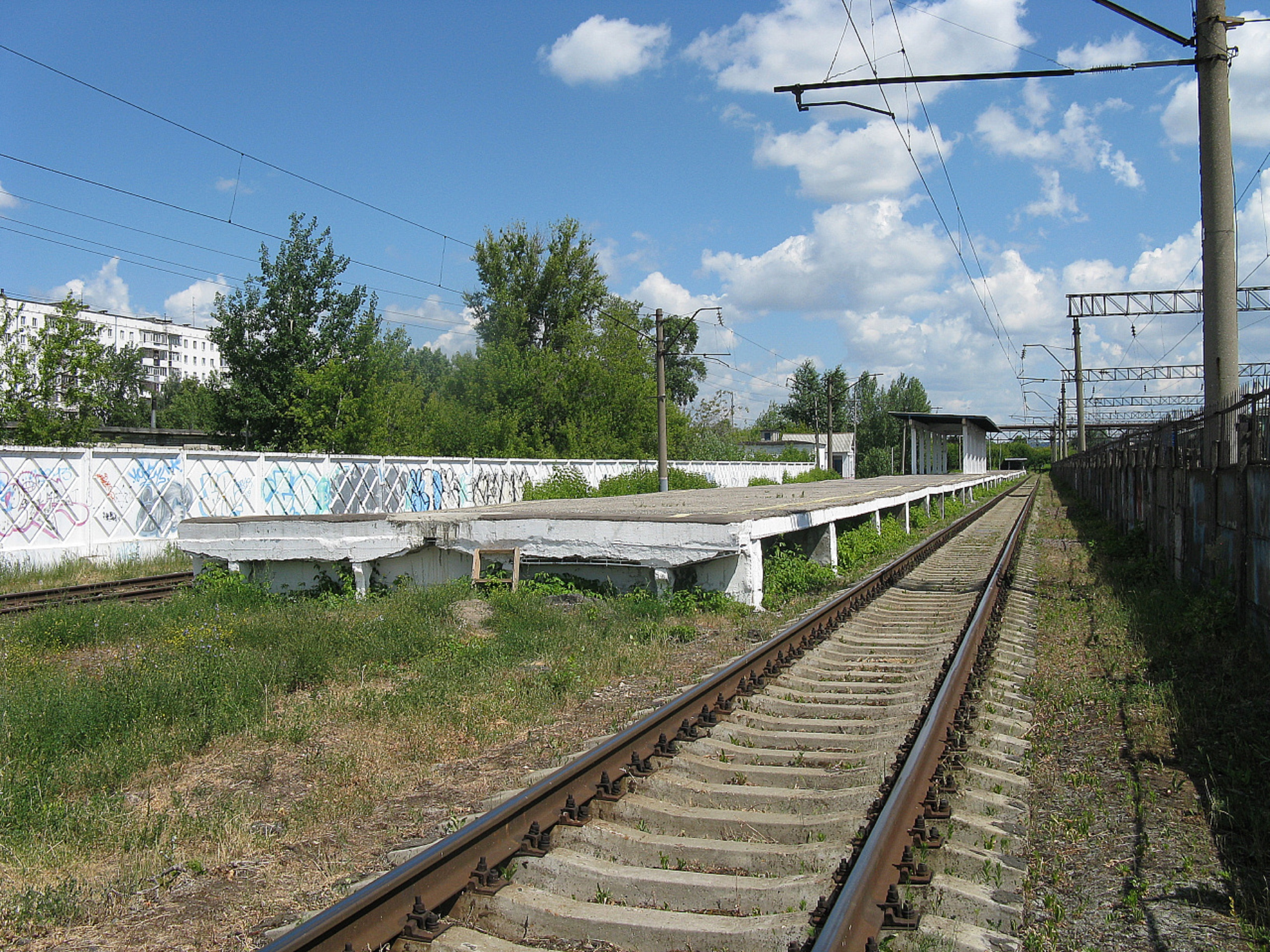
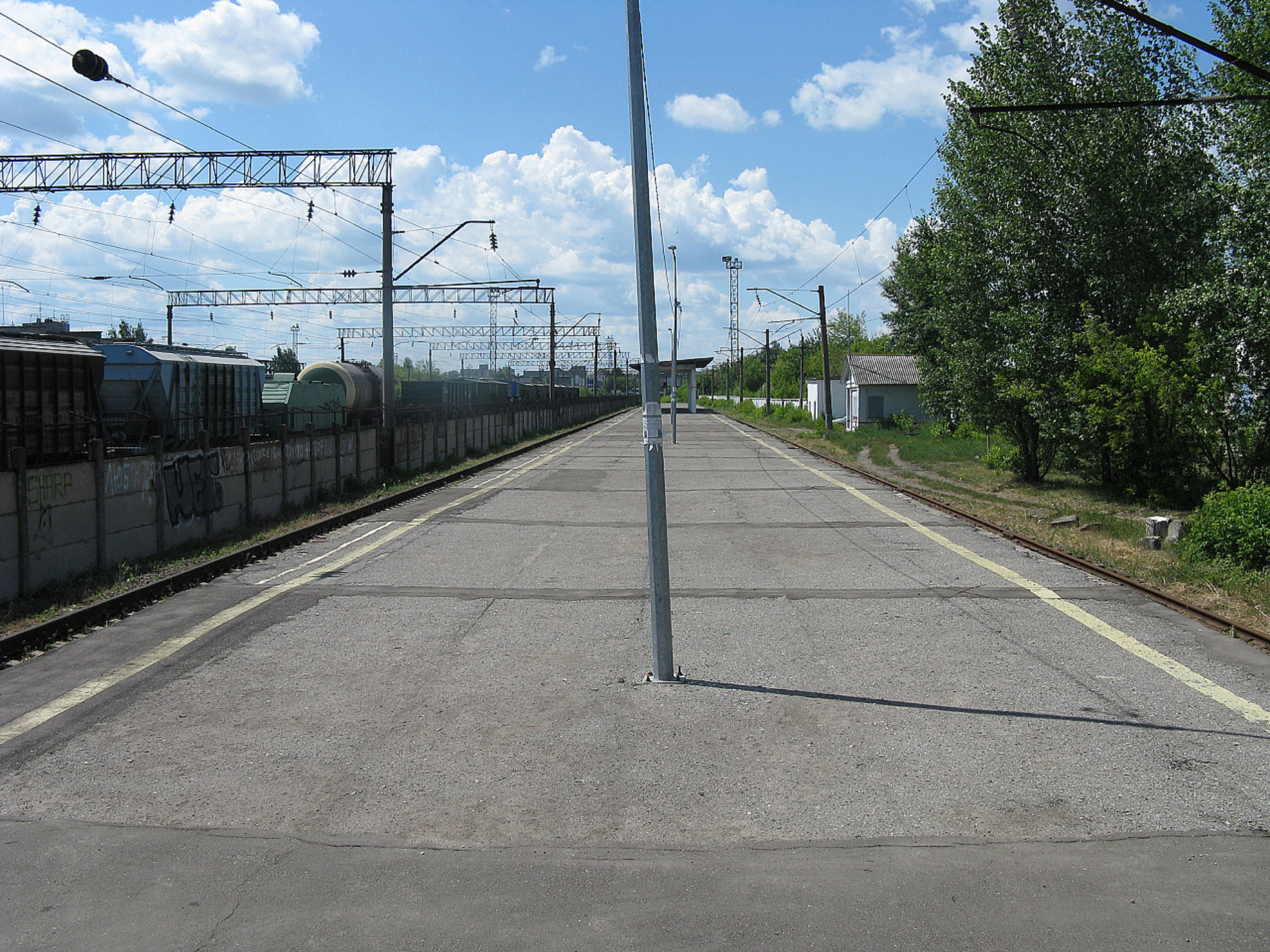
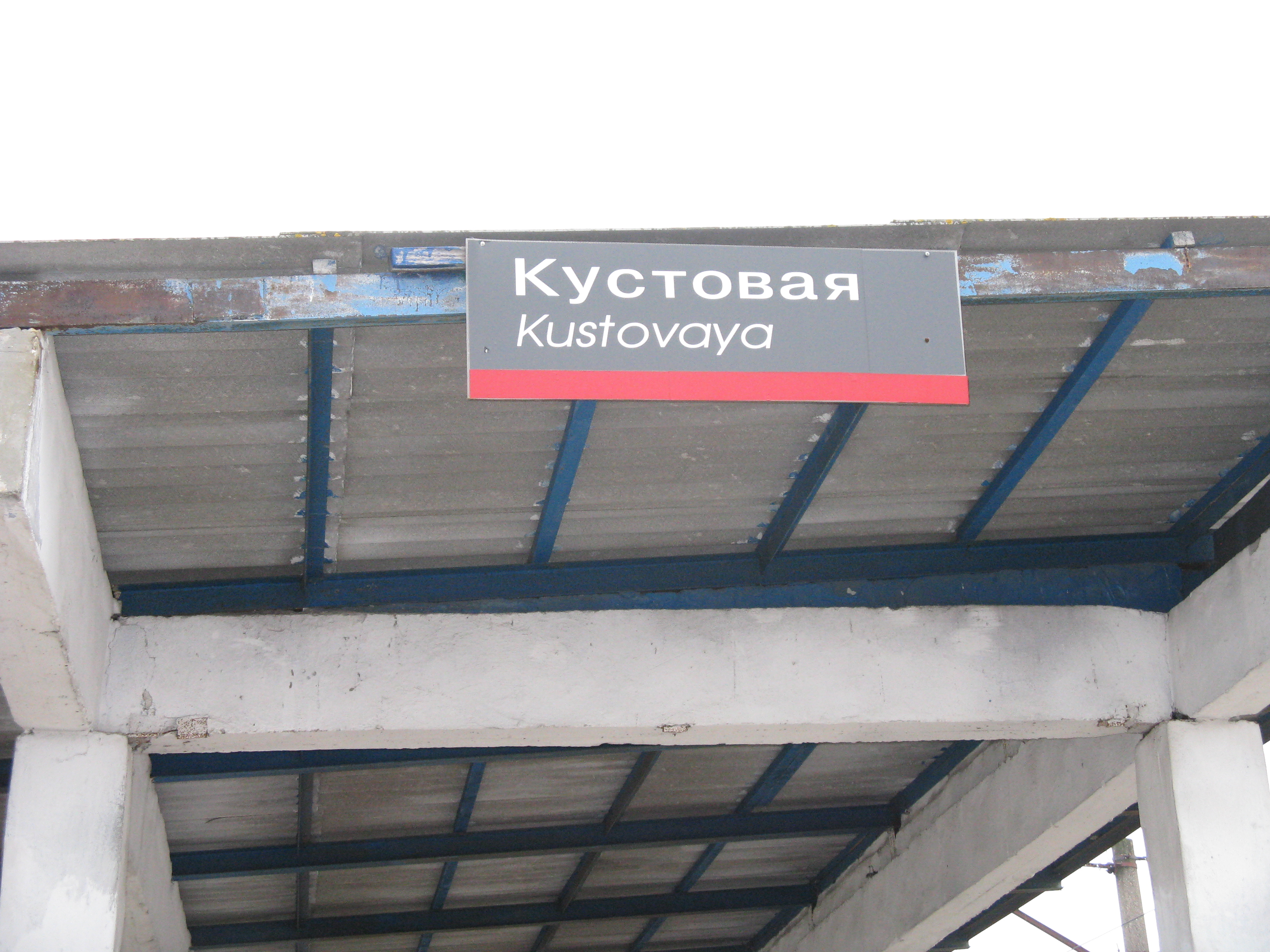
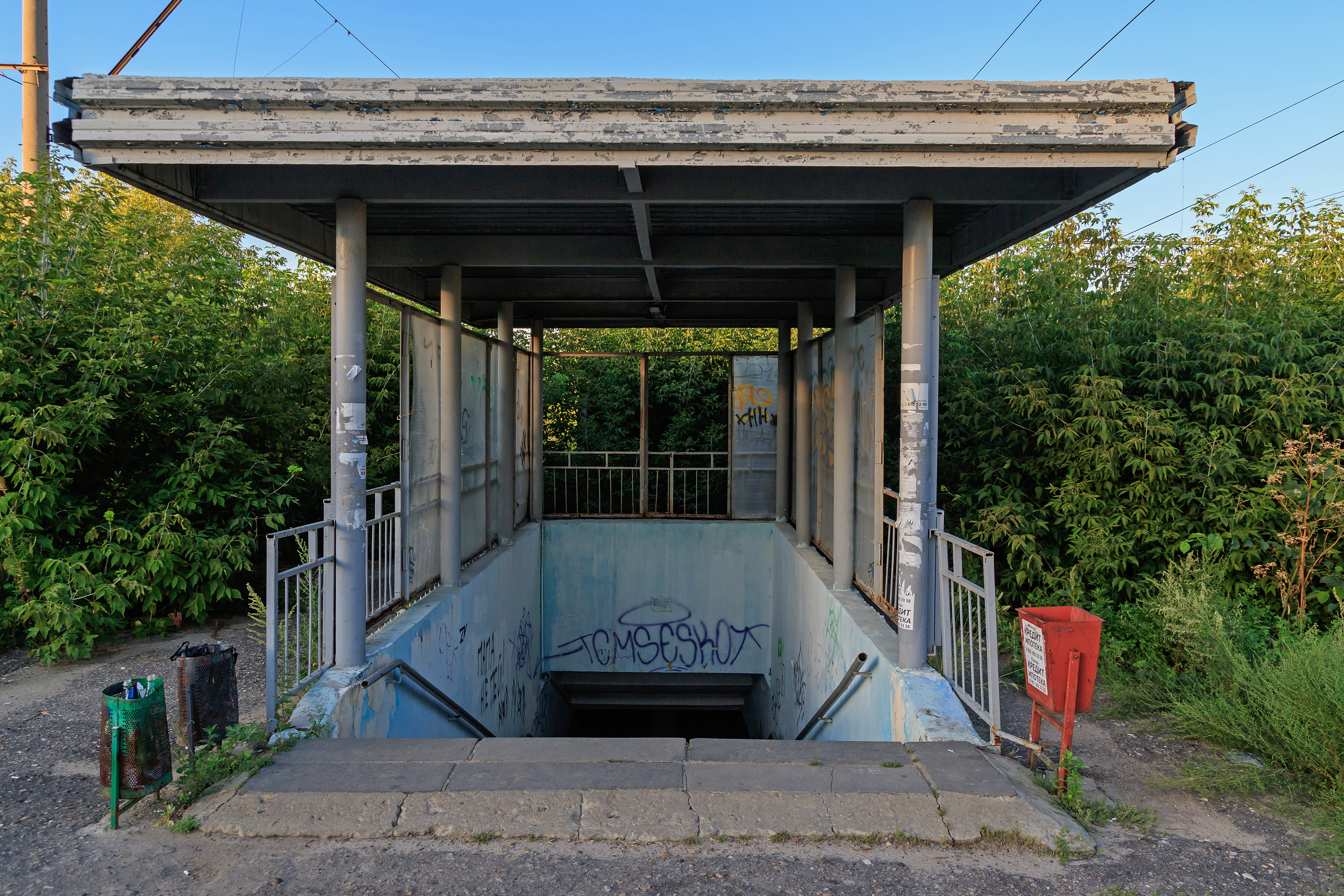